# 阿部裕幸

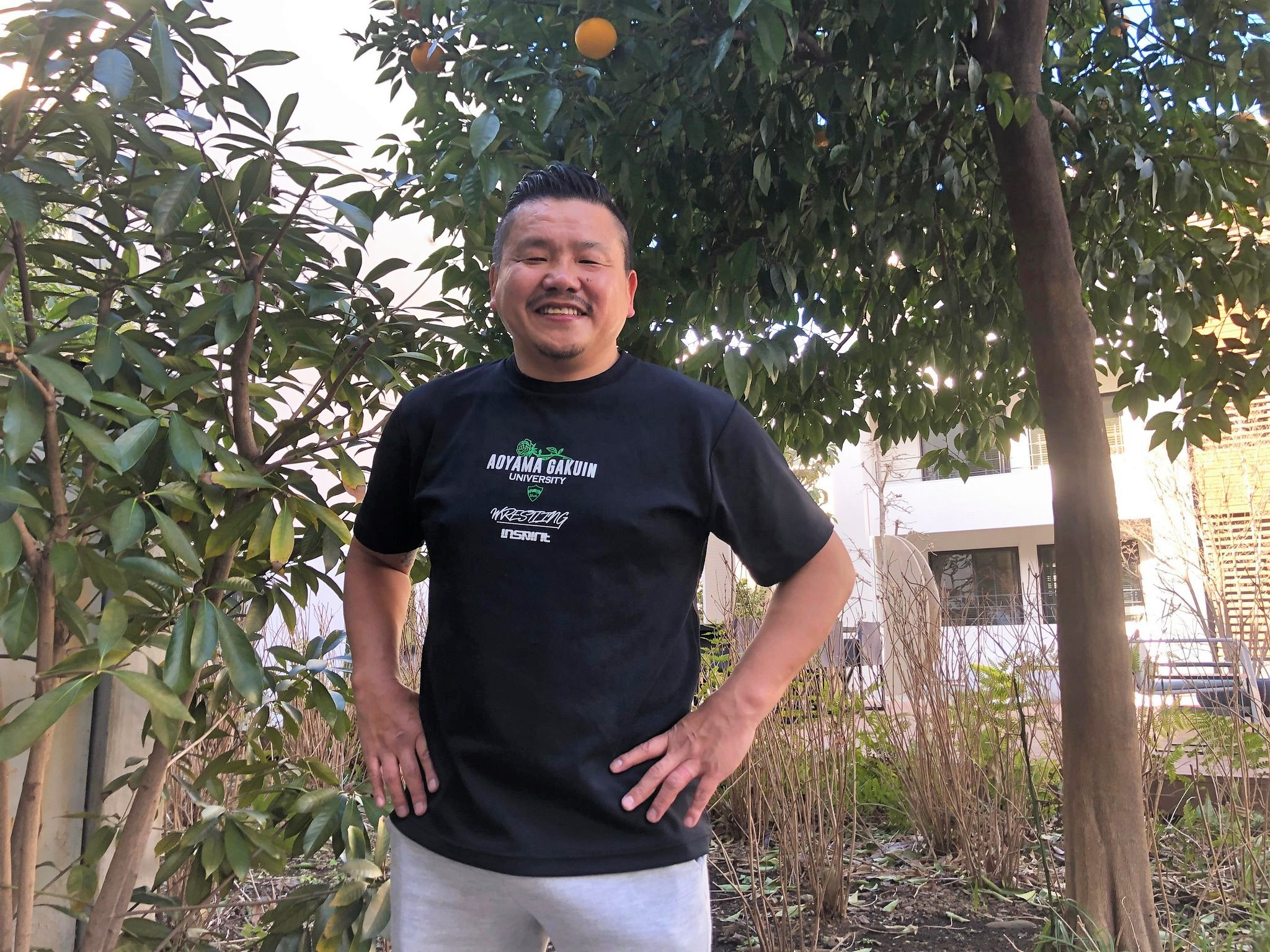
阿部裕幸 パーソナルトレーニング（西麻布／2022年撮影）

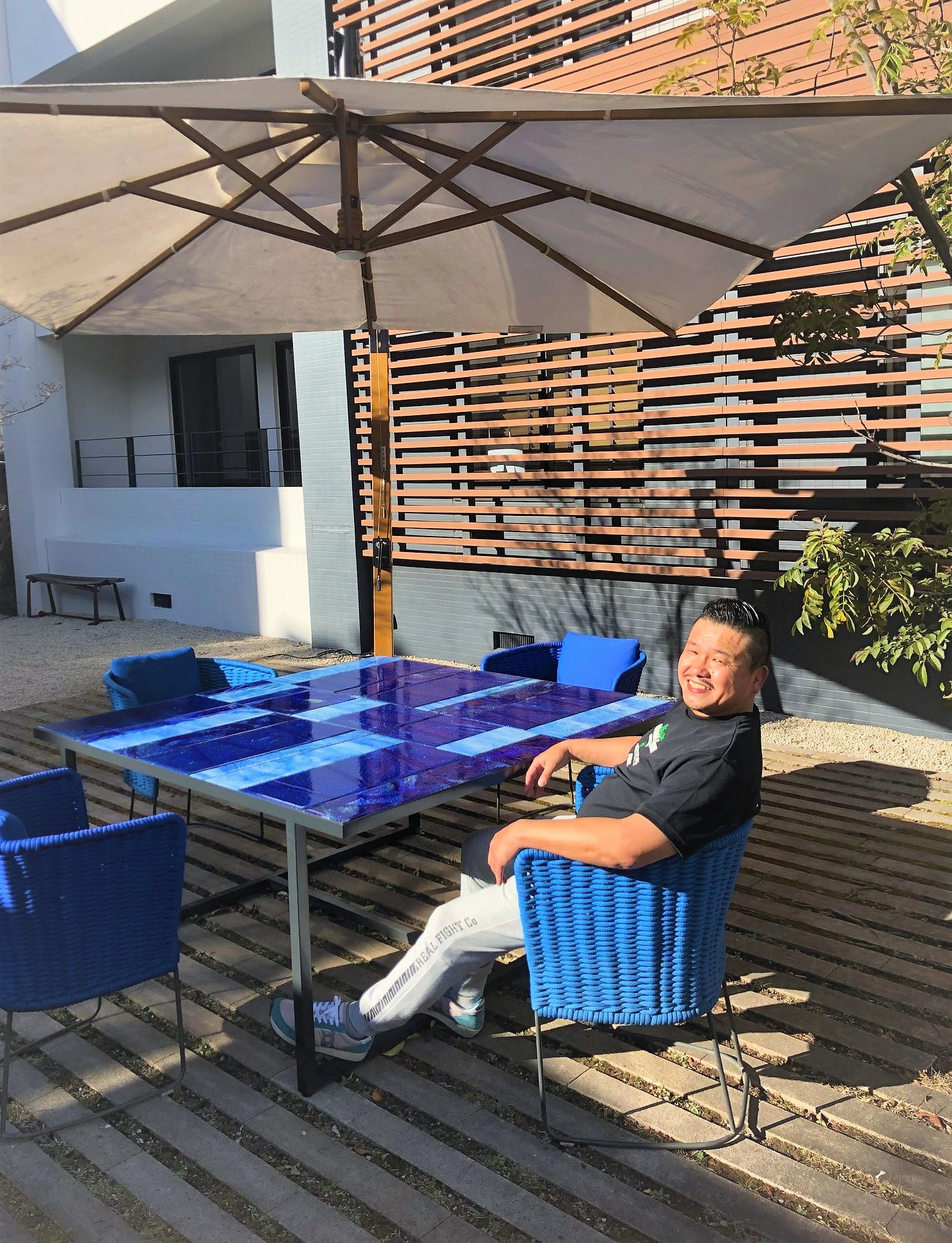
阿部裕幸 パーソナルトレーニング（西麻布／2022年撮影）

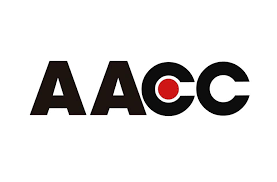
主宰する総合格闘技クラブ「AACCのロゴ」

阿部 裕幸（あべ ひろゆき、1970年2月9日 - ）は、日本の男性総合格闘家。修斗やDEEP、PRIDEのほか打撃格闘技のK-1に出場した経験もあり【阿部兄】の愛称として有名。現在、総合格闘技クラブ「AACC」主宰、兼 トレーナー。7人（10タイトル）の世界チャンピオン、国内チャンピオンを輩出。愛知県一宮市出身。拓殖大学レスリング部出身。二児の父、妻はインフィニティリーグ2019王者の総合格闘家の杉本恵。総合格闘家の阿部マサトシは実弟。

## 概要
1970年（昭和45年）2月9日、愛知県一宮市出身。名古屋工業高校にレスリングを始め、拓殖大学に進学。
その後、総合格闘技ジムの和術慧舟會に入門。1999年（平成11年）5月29日、プロフェッショナル修斗の高山義幸戦でプロデビュー。レスリングテクニックを生かした組み技の強さとシャープな打撃で頭角を顕し、瞬く間にランキング入りを果たす。
2002年（平成14年）7月には、圧倒的な強さを誇っていた修斗ライト級王者アレッシャンドリ・フランカ・ノゲイラと対戦し、左フック一閃による劇的KO勝利を上げた。
その後、和術慧舟會 RJW CENTRALを経て独立。オクタゴンケージのある常設施設で自身のジムAACCを設立して、選手と指導者の両面で活躍。K-1、シュートボクシング、PRIDEなど様々な大会への出場を続けながら、多数の有力選手を育て、現役引退後はキッズやジュニアの指導にも力を入れ、日本レスリング界屈指の強豪チームとして活躍を続けている。
現在は、大森、原宿、東中野、行徳のゴールドジム内などでクラスを開設している。一般会員向けに総合格闘技、キックボクシング、ブラジリアン柔術を指導する一方で、プロ選手のプロモーションや育成も行っている。キッズではオリンピックレスリングで多数の全国王者を輩出。また多数のプロ格闘家の指導を行い、チャンピオンを多数輩出、指導者として多くの格闘家に影響をもたらしている。
2020年（令和2年）8月現在、7人（10タイトル）の世界チャンピオン、国内チャンピオンを輩出。内訳は#主なトレーナー実績にて。女子選手の育成では日本随一の指導力を持つと呼ばれている  。
RIZINで活躍中の浜崎朱加やRENAなど現役チャンピオンのコーチを務める。また英語が堪能のためフランク・シャムロックのセコンドや、ジェシカ・アンドラージ、元UFCヘビー級王者ジョシュ・バーネットら、多くの外国人選手が阿部ジムに練習へ訪れる。　

## 来歴

### 選手時代
1999年
- 5月29日、プロ修斗デビュー戦で高山義幸に判定勝ち。
- 9月5日、修斗で大石真丈と判定引き分け。

2000年
- 9月15日、修斗でステファン・パーリングに2RTKO負け。

2001年
- 4月12日、アブダビコンバット1回戦でホブソン・モウラにチョークスリーパーで一本負け。
- 6月15日、マーシャルアーツ日本キックボクシング連盟で佐藤堅一（士道館）に腕ひしぎ十字固めで一本勝ち。※サムライルール（ラウンドごとにキックとグラップリングのルールが変わるミックスルール）を適用[15]。
- 8月15日、クラブコンテンダーズで所英男と時間切れ引き分け。

2002年
- 2月1日、シュートボクシングでダニー・バッテンに判定勝ち。
- 3月15日、修斗でバレット・ヨシダと判定引き分け。
- 7月19日、修斗ライト級（-65kg）王者のアレッシャンドリ・フランカ・ノゲイラとノンタイトル戦で対戦し、1R4分37秒左フックでKO勝ち。
- 12月14日、修斗ライト級チャンピオンシップでアレッシャンドリ・フランカ・ノゲイラと再戦し、1Rスリーパーホールドで一本負けを喫し王座獲得に失敗した。

2003年
- 2月11日、プロ柔術Gi-02・第2回プロフェッショナル柔術リーグ1回戦で梅村寛にポイント（6-2）勝ち。2回戦でアギナルド・タバ（INFIGHT）にポイント（2-8）負け。
- 3月1日、K-1 WORLD MAX 2003 日本代表決定トーナメントで村浜武洋に2RKO負け。
- 11月1日、プロ柔術DESAFIOで小野瀬龍也にポイント（0-2）負け。

2004年
- 1月24日、IKUSAでDAVIDとシュートボクシングルールで対戦し、判定負け。
- 7月19日、PRIDE 武士道 -其の四-の武士道挑戦試合でルイス・ブスカペに1R肩固めで一本負け。
- 9月19日、プロ柔術Gi-05で片岡誠人にポイント（0-2）負け。

2005年
- 2月26日、Euphoriaでライアン・シュルツに2RTKO負け。
- 5月7日、KOTC世界バンタム級（-66kg）タイトルマッチでユライア・フェイバーに3RTKO負けを喫し王座獲得に失敗した。
- 9月16日、全日本キックボクシング連盟「STACK OF ARMS」で山本優弥に2RKO負け。

2006年
- 4月22日、Cage Rage 16でブラッド・ピケットと対戦し、判定負け。
- 7月8日、club DEEP 東京でファブリシオ・"ピットブル"・モンテイロに2Rアンクルホールドで一本負け。モンテイロは契約体重オーバーでイエローカード2枚のペナルティ。

2007年
- 2月17日、修斗でリオン武に1RTKO負け。
- 10月9日、DEEP 32 IMPACTで今成正和にアンクルホールドで一本負け[16]。

2009年
- 11月28日、ロシアで開催されたBushido FCのライト級ワンデイトーナメントに出場し、1回戦でアルチョム・ダムコフスキーに判定負けを喫した。

2011年
- 7月10日、Zepp Nagoyaで開催されたDEEP CAGE IMPACT 2011 in Nagoya公武堂ファイトで坪井淳浩の引退試合に出場、判定勝利した[17]。

2012年
- 9月30日、後楽園ホール開催のプロフェッショナル修斗公式戦で大澤茂樹に1RKO負け[18]。

### 引退後～指導者
2014年
- 全日本学生選手権2年連続準優勝のエリートレスリング選手・杉本恵と結婚。

## 戦績

### 総合格闘技
| 総合格闘技 戦績 | 総合格闘技 戦績 | 総合格闘技 戦績 | 総合格闘技 戦績 | 総合格闘技 戦績 | 総合格闘技 戦績 | 総合格闘技 戦績 |
| --------------- | --------------- | --------------- | --------------- | --------------- | --------------- | --------------- |
| 27 試合         | (T)KO           | 一本            | 判定            | その他          | 引き分け        | 無効試合        |
| 8 勝            | 2               | 3               | 3               | 0               | 3               | 1               |
| 15 敗           | 7               | 5               | 3               | 0               | 3               | 1               |

| 勝敗 | 対戦相手                               | 試合結果                             | 大会名                                                 | 開催年月日     |
| ×    | 大澤茂樹                               | 1R 4:12 KO（左ストレート→パウンド）  | 修斗                                                   | 2012年9月30日  |
| ○    | 坪井淳浩                               | 5分2R終了 判定3-0                    | DEEP CAGE IMPACT 2011 in Nagoya                        | 2011年7月10日  |
| ×    | アルチョム・ダムコフスキー             | 5分2R終了 判定0-3                    | Bushido FC: Legends 【ライト級トーナメント 1回戦】     | 2009年11月28日 |
| ×    | 今成正和                               | 3R 4:32 アンクルホールド             | DEEP 32 IMPACT                                         | 2007年10月9日  |
| ×    | サミ・アジズ                           | 1R 2:31 TKO（パウンド）              | BodogFight: Vancouver                                  | 2007年8月25日  |
| ×    | リオン武                               | 1R 4:05 TKO（右ストレート）          | 修斗 BACK TO OUR ROOTS 1                               | 2007年2月17日  |
| △    | 松下直揮                               | 5分2R終了 時間切れ                   | PRIDE 武士道 -其の十二-                                | 2006年8月26日  |
| ×    | ファブリシオ・"ピットブル"・モンテイロ | 2R 1:52 アンクルホールド             | club DEEP 東京                                         | 2006年7月8日   |
| ○    | ディビッド・パディーリャ               | 1R 3:15 腕ひしぎ十字固め             | 修斗 SHOOTO The DEVILOCK                               | 2006年5月12日  |
| ×    | ブラッド・ピケット                     | 5分3R終了 判定0-3                    | Cage Rage 16: Critical Condition                       | 2006年4月22日  |
| ×    | 不死身夜天慶                           | 5分3R終了 判定0-3                    | 修斗 SHOOTO The victory of The truth                   | 2006年2月17日  |
| ○    | ジョーイ・"ノックダウン"・ブラウン     | 1R 1:40 ヒールホールド               | Euphoria: USA vs. Japan                                | 2005年11月5日  |
| ×    | ユライア・フェイバー                   | 3R 2:37 TKO（カット）                | KOTC: Mortal Sins 【KOTC世界バンタム級タイトルマッチ】 | 2005年5月7日   |
| ×    | ライアン・シュルツ                     | 2R 0:42 TKO（右ハイキック→パウンド） | Euphoria: USA vs. World                                | 2005年2月26日  |
| ×    | 石川真                                 | 3R 0:40 TKO（カット）                | 修斗                                                   | 2004年12月14日 |
| －   | ルス・ミウラ                           | 1R 2:29 ノーコンテスト               | KOTC 44: Revenge                                       | 2004年11月14日 |
| ×    | ルイス・ブスカペ                       | 1R 2:52 肩固め                       | PRIDE 武士道 -其の四-                                  | 2004年7月19日  |
| ×    | ジョン・ホーキ                         | 2R 4:59 腕ひしぎ十字固め             | 修斗 SHOOTO GIG CENTRAL Vol.4                          | 2003年9月21日  |
| ×    | アレッシャンドリ・フランカ・ノゲイラ   | 1R 3:53 スリーパーホールド           | 修斗 【修斗ライト級チャンピオンシップ】                | 2002年12月14日 |
| ○    | アレッシャンドリ・フランカ・ノゲイラ   | 1R 4:37 KO（左フック）               | 修斗 TREASURE HUNT 06                                  | 2002年7月19日  |
| △    | バレット・ヨシダ                       | 5分3R終了 判定1-1                    | 修斗 TREASURE HUNT 05                                  | 2002年3月15日  |
| ○    | 井上和浩                               | 1R 4:00 TKO（ドクターストップ）      | 修斗 SHOOTO TO THE TOP                                 | 2001年11月25日 |
| ×    | ステファン・パーリング                 | 2R 2:23 TKO（右フック）              | 修斗 R.E.A.D. 〜2000 SHOOTO〜                          | 2000年9月15日  |
| ○    | 野中公人                               | 5分2R終了 判定3-0                    | 修斗 R.E.A.D. 〜2000 SHOOTO〜                          | 2000年5月22日  |
| △    | 大石真丈                               | 5分2R終了 判定1-0                    | IV 修斗 the Renaxis 1999                               | 1999年9月5日   |
| ○    | 高山義幸                               | 5分2R終了 判定3-0                    | 修斗 the Renaxis 1999 "10 Years Anniversary"           | 1999年5月29日  |
| ○    | アンドリュー・ケアー                   | 2R 2:22 腕ひしぎ十字固め             | THE GCM 出島バーリトゥード                             | 1998年8月29日  |

### キックボクシング
| 勝敗 | 対戦相手         | 試合結果                    | 大会名                                                                 | 開催年月日     |
| ×    | 及川知浩         | 3R 1:06 TKO（右ローキック） | SHOOT BOXING BATTLE SUMMIT GROUND ZERO TOKYO 2007                      | 2007年10月28日 |
| ×    | 山本優弥         | 2R 2:16 KO（膝蹴り）        | 全日本キックボクシング連盟「STACK OF ARMS」                            | 2005年9月16日  |
| ×    | DAVID            | 3分3R終了 判定0-3           | FUTURE FIGHTER IKUSA 5 〜乱〜 MONKEYMAGIC 【シュートボクシングルール】 | 2004年1月24日  |
| ×    | 村浜武洋         | 2R 2:48 KO（左膝蹴り）      | K-1 WORLD MAX 2003 〜日本代表決定トーナメント〜                        | 2003年3月1日   |
| ○    | ダニー・バッテン | 3分5R終了 判定3-0           | シュートボクシング「The age of "S" vol.1」                             | 2002年2月1日   |

### グラップリング
| 勝敗 | 対戦相手               | 試合結果                  | 大会名                                    | 開催年月日    |
| ×    | マウリシオ・ソウザ     | 1R 3:54 腕ひしぎ三角固め  | DEEP X                                    | 2007年6月18日 |
| ×    | ホブソン・モウラ       | 延長戦 チョークスリーパー | ADCC 2001 【66kg未満級 1回戦】            | 2001年4月     |
| ×    | アンソニー・ハムレット | 判定                      | ADCC 2000 【66kg未満級 1回戦】            | 2000年3月     |
| ○    | 勝田哲夫               | 8:41 チョークスリーパー   | ADCC 2000日本予選 【65kg未満級 決勝戦】   | 2000年1月23日 |
| ○    | 梅村寛                 | ポイント4-0               | ADCC 2000日本予選 【65kg未満級 準決勝】   | 2000年1月23日 |
| ○    | 中塚靖人               | ポイント4-0               | ADCC 2000日本予選 【65kg未満級 準々決勝】 | 2000年1月23日 |
| ○    | 正田昭治               | チョークスリーパー        | ADCC 2000日本予選 【65kg未満級 2回戦】    | 2000年1月23日 |
| ○    | 小塚誠司               | ポイント4-0               | ADCC 2000日本予選 【65kg未満級 1回戦】    | 2000年1月23日 |
| ×    | ジョン・ホーキ         | アドバンテージ            | ADCC 1999 【66kg未満級 1回戦】            | 1999年2月     |

## 獲得タイトル
- ADCC 2000日本予選 65kg未満級 優勝（2000年）

## 主なトレーナー実績
50音順
- 赤野仁美 - 第2代スマックガールミドル級チャンピオン（2006年）
- 塩田さやか - 第7回 アブダビコンバット 女子55kg級チャンピオン（2007年）
- 玉田育子 - 初代VALKYRIEフライ級チャンピオン（2008年）
- 浜崎朱加 - 初代JEWELSライト級チャンピオン（2010年）、第4代Invicta FC世界アトム級チャンピオン（2015年）、初代RIZIN女子スーパーアトム級チャンピオン（2018年）、第3代目RIZIN女子スーパーアトム級チャンピオン（2020年）
- BJ - 第2代修斗世界バンタム級チャンピオン（2006年）
- 本野美樹 - DEEP JEWELSストロー級チャンピオン(2020年)
- MIKE - ライジングオン フェザー級チャンピオン（2012年）

### ニュース掲載（トレーナーとして）
- 日本レスリング協会「質・量とも全国一へ！ 総合格闘家・阿部裕幸代表率いるＡＡＣＣ」　https://www.japan-wrestling.jp/2014/07/30/53851/
- 日本レスリング協会「東京ACCC特集・今は我慢の時期、楽しいと思える遊びを増やしている」　https://www.japan-wrestling.jp/2020/07/06/161883/
- 「ちびっ子レスリングの全国王者を多数輩出するＡＡＣＣに潜入 阿部裕幸代表に聞く、強さの秘密～前編」  https://vitup.jp/20180330_aacc01/amp/
- 「ちびっ子レスリングの全国王者を多数輩出するＡＡＣＣに潜入 阿部裕幸代表に聞く、強さの秘密～後編」　https://vitup.jp/20180407_aacc03/amp/

## 著書・DVD
著書
- 総合格闘技「技」の読本!―関節技、絞め技、組み技、投げ技、打撃…37の技を連続写真で解明! (MCプレス）　ISBN 978-4901972420
- 総合格闘技 関節技・絞め技を極めるテクニック(MCプレス）　ISBN 978-4862950017

DVD
- 阿部裕幸 勝つためのレスリング（クエスト）　EAN 4941125639088